# Зелёный Бор (Киевская область)
Зелёный Бор (укр. Зелений Бір) — посёлок в Васильковском районе Киевской области Украины. Появился в 1950-х годах вместе с Васильковской птицефабрикой, своего названия не имел, местные жители называли его просто «фабрика». В 2000 году получил своё нынешнее название благодаря большой берёзовой роще.
В посёлке есть новая школа І—ІІІ ступеней и детский сад, дом культуры, несколько магазинов, многоэтажных домов. Существует автобусное сообщение с ближайшей железнодорожной остановочной платформой Глеваха через центр местного самоуправления село Крушинка, а также с областным центром — Киевом и районным центром — Васильковом. Расстояние от посёлка до ж/д ост. п. Глеваха — 6 км.
Было создано несколько больших прудов, оборудованных пляжами, местами отдыха и рыбалки. Местность прекрасно подходит для ценителей активного отдыха, велопрогулок. От Зелёного Бора до Крушинки тянутся дачи. Между ними и селом строится два коттеджных городка, среди которых Коттеджный квартал "Гетманский", с развитой инфраструктурой и хорошим подъездом, и коттеджный городок «Семь озер».